# ستراکوو
ستراکوو (به چکی: Strakov) یک منطقهٔ مسکونی در جمهوری چک است که در ناحیه سویتاوی واقع شده‌است. ستراکوو ۸٫۵۲ کیلومتر مربع مساحت و ۲۲۴ نفر جمعیت دارد و ۴۳۵ متر بالاتر از سطح دریا واقع شده‌است.